# Liste des mammifères à Wallis-et-Futuna
Pour un article plus général, voir Liste des mammifères en France.

Carte topographique de Wallis-et-Futuna.

Localisation de Wallis-et-Futuna en Océanie.

Cette liste commentée recense la mammalofaune à Wallis-et-Futuna. Elle répertorie les espèces de mammifères wallisiens et futuniens actuels et celles qui ont été récemment classifiées comme éteintes (à partir de l'Holocène, depuis donc 11 700 ans av. J.‑C.). Cette liste comporte 31 espèces réparties en six ordres et douze familles, dont deux sont « vulnérables » et onze ont des « données insuffisantes » pour être classées (selon les critères de la liste rouge de l'UICN au niveau mondial).
Elle contient au moins huit espèces introduites sur ce territoire, qui sont plus ou moins bien acclimatées. Il peut contenir aussi des animaux non reconnus par la liste rouge de l'UICN (aucun mammifère ici) et ils sont classés en « non évalué » : cela étant dû notamment au manque de données, à des espèces domestiques, disparues ou éteintes avant le XVIe siècle. Il n'existe pas à Wallis-et-Futuna d'espèces et de sous-espèces de mammifères endémiques.

## Statuts de la liste rouge de l'UICN
Les statuts de conservation utilisés par la liste rouge de l'UICN mondiale sont :
| (EX) | Éteint                  | Il n'y a pas le moindre doute sur le fait que le dernier spécimen recensé est mort.                                                                   |
| (EW) | Éteint à l'état sauvage | L'espèce est connue uniquement en captivité ou en tant que population naturalisée bien en dehors de son ancienne aire de répartition.                 |
| (CR) | En danger critique      | L'espèce risque prochainement de s'éteindre à l'état sauvage.                                                                                         |
| (EN) | En danger               | L'espèce fait face à un très gros risque d'extinction à l'état sauvage.                                                                               |
| (VU) | Vulnérable              | L'espèce fait face à un gros risque d'extinction à l'état sauvage.                                                                                    |
| (NT) | Quasi menacé            | L'espèce ne satisfait pas un ou plusieurs des critères prévus qui permettraient de la catégoriser, mais pourrait risquer de s'éteindre dans le futur. |
| (LC) | Préoccupation mineure   | Il n'y a pas de risque identifiable pour l'espèce. |
| (DD) | Données insuffisantes   | Il n'y a pas d'information adéquate qui permettraient de faire une évaluation des risques pour cette espèce.                                          |
| (NE) | Non évalué              | L'espèce n'a pas encore été confrontée aux critères précédents, n'est pas reconnue par l'UICN ou bien s'est éteinte avant le XVIe siècle.             |

## Ordre:Primates

### Famille:Hominidés
| Nom vulgaire, nom binominal et citation d'auteurs | Origine et statut à Wallis-et-Futuna | Aire de répartition                    | Statut UICN mondial | Image         |
| ------------------------------------------------- | ------------------------------------ | -------------------------------------- | ------------------- | ------------- |
| Homme moderne Homo sapiens Linnaeus, 1758         | Allochtone,                          | Aire de répartition de l'Homme moderne | [ 3 ]               | Homme moderne |

## Ordre:Rodentiens

### Famille:Muridés
| Nom vulgaire, nom binominal et citation d'auteurs | Origine et statut à Wallis-et-Futuna | Aire de répartition                    | Statut UICN mondial | Image          |
| ------------------------------------------------- | ------------------------------------ | -------------------------------------- | ------------------- | -------------- |
| Souris grise Mus musculus Linnaeus, 1758          | Allochtone (Introduit),              | Aire de répartition de la Souris grise | [ 5 ]               | Souris grise   |
| Rat polynésien Rattus exulans (Peale, 1848)       | Allochtone (Introduit)               | Aire de répartition du Rat polynésien  | [ 6 ]               | Rat polynésien |
| Rat surmulot Rattus norvegicus (Berkenhout, 1769) | Allochtone (Introduit)               | Aire de répartition du Rat surmulot    | [ 7 ]               | Rat surmulot   |
| Rat noir Rattus rattus (Linnaeus, 1758)           | Allochtone (Introduit)               | Aire de répartition du Rat noir        | [ 8 ]               | Rat noir       |

## Ordre:Chiroptères

### Famille:Ptéropodidés
| Nom vulgaire, nom binominal et citation d'auteurs             | Origine et statut à Wallis-et-Futuna | Aire de répartition                              | Statut UICN mondial | Image                  |
| ------------------------------------------------------------- | ------------------------------------ | ------------------------------------------------ | ------------------- | ---------------------- |
| Roussette du Pacifique Pteropus tonganus Quoy & Gaimard, 1830 | Autochtone,                          | Aire de répartition de la Roussette du Pacifique | [ 9 ]               | Roussette du Pacifique |

## Ordre:Cétacés

### Famille:Balænoptéridés
| Nom vulgaire, nom binominal et citation d'auteurs       | Origine et statut à Wallis-et-Futuna | Aire de répartition                       | Statut UICN mondial | Image            |
| ------------------------------------------------------- | ------------------------------------ | ----------------------------------------- | ------------------- | ---------------- |
| Rorqual de Bryde Balaenoptera edeni Anderson, 1879      | Peut-être autochtone,                | Aire de répartition du Rorqual de Bryde   | [ 10 ]              | Rorqual de Bryde |
| Baleine à bosse Megaptera novaeangliae (Borowski, 1781) | Autochtone                           | Aire de répartition de la Baleine à bosse | [ 12 ]              | Baleine à bosse  |

### Famille:Delphinidés
| Nom vulgaire, nom binominal et citation d'auteurs           | Origine et statut à Wallis-et-Futuna | Aire de répartition                                | Statut UICN mondial | Image                       |
| ----------------------------------------------------------- | ------------------------------------ | -------------------------------------------------- | ------------------- | --------------------------- |
| Orque pygmée Feresa attenuata Gray, 1874                    | Autochtone                           | Aire de répartition de l'Orque pygmée              | [ 13 ]              | Orque pygmée                |
| Globicéphale tropical Globicephala macrorhynchus Gray, 1846 | Autochtone                           | Aire de répartition du Globicéphale tropical       | [ 14 ]              | Globicéphale tropical       |
| Dauphin de Risso Grampus griseus (G. Cuvier, 1812)          | Autochtone                           | Aire de répartition du Dauphin de Risso            | [ 15 ]              | Dauphin de Risso            |
| Dauphin de Fraser Lagenodelphis hosei Fraser, 1956          | Autochtone                           | Aire de répartition du Dauphin de Fraser           | [ 17 ]              | Dauphin de Fraser           |
| Orque Orcinus orca (Linnaeus, 1758)                         | Autochtone                           | Aire de répartition de l'Orque                     | [ 18 ]              | Orque                       |
| Péponocéphale Peponocephala electra (Gray, 1846)            | Autochtone                           | Aire de répartition du Péponocéphale               | [ 19 ]              | Péponocéphale               |
| Fausse Orque Pseudorca crassidens (Owen, 1846)              | Autochtone                           | Aire de répartition de la Fausse Orque             | [ 20 ]              | Fausse Orque                |
| Dauphin tâcheté pantropical Stenella attenuata (Gray, 1846) | Autochtone                           | Aire de répartition du Dauphin tâcheté pantropical | [ 21 ]              | Dauphin tâcheté pantropical |
| Dauphin bleu et blanc Stenella coeruleoalba (Meyen, 1833)   | Peut-être autochtone,                | Aire de répartition du Dauphin bleu et blanc       | [ 22 ]              | Dauphin bleu et blanc       |
| Dauphin à long bec Stenella longirostris (Gray, 1828)       | Autochtone                           | Aire de répartition du Dauphin à long bec          | [ 23 ]              | Dauphin à long bec          |
| Sténo Steno bredanensis (G. Cuvier in Lesson, 1828)         | Autochtone                           | Aire de répartition du Sténo                       | [ 24 ]              | Sténo                       |
| Grand Dauphin commun Tursiops truncatus (Montagu, 1821)     | Autochtone                           | Aire de répartition du Grand Dauphin commun        | [ 25 ]              | Grand Dauphin commun        |

### Famille:Kogiidés
| Nom vulgaire, nom binominal et citation d'auteurs  | Origine et statut à Wallis-et-Futuna | Aire de répartition                    | Statut UICN mondial | Image           |
| -------------------------------------------------- | ------------------------------------ | -------------------------------------- | ------------------- | --------------- |
| Cachalot pygmée Kogia breviceps (Blainville, 1838) | Peut-être autochtone,                | Aire de répartition du Cachalot pygmée | [ 26 ]              | Cachalot pygmée |
| Cachalot nain Kogia sima (Owen, 1866)              | Peut-être autochtone,                | Aire de répartition du Cachalot nain   | [ 27 ]              | Cachalot nain   |

### Famille:Physétéridés
| Nom vulgaire, nom binominal et citation d'auteurs    | Origine et statut à Wallis-et-Futuna | Aire de répartition                   | Statut UICN mondial | Image          |
| ---------------------------------------------------- | ------------------------------------ | ------------------------------------- | ------------------- | -------------- |
| Grand Cachalot Physeter macrocephalus Linnaeus, 1758 | Autochtone                           | Aire de répartition du Grand Cachalot | [ 28 ]              | Grand Cachalot |

### Famille:Ziphiidés
| Nom vulgaire, nom binominal et citation d'auteurs                      | Origine et statut à Wallis-et-Futuna | Aire de répartition                               | Statut UICN mondial | Image                    |
| ---------------------------------------------------------------------- | ------------------------------------ | ------------------------------------------------- | ------------------- | ------------------------ |
| Mésoplodon de Longman Indopacetus pacificus (Longman, 1926)            | Autochtone                           | Aire de répartition du Mésoplodon de Longman      | [ 29 ]              | Mésoplodon de Longman    |
| Mésoplodon de Blainville Mesoplodon densirostris (Blainville, 1817)    | Autochtone                           | Aire de répartition du Mésoplodon de Blainville   | [ 30 ]              | Mésoplodon de Blainville |
| Mésoplodon de Nishiwaki Mesoplodon ginkgodens Nishiwaki & Kamiya, 1958 | Autochtone                           | Aire de répartition du Mésoplodon de Nishiwaki    | [ 31 ]              | Mésoplodon de Nishiwaki  |
| Baleine à bec de Cuvier Ziphius cavirostris G. Cuvier, 1823            | Peut-être autochtone,                | Aire de répartition de la Baleine à bec de Cuvier | [ 32 ]              | Baleine à bec de Cuvier  |

## Ordre:Artiodactyles

### Famille:Bovidés
| Nom vulgaire, nom binominal et citation d'auteurs | Origine et statut à Wallis-et-Futuna | Aire de répartition                     | Statut UICN mondial | Image         |
| ------------------------------------------------- | ------------------------------------ | --------------------------------------- | ------------------- | ------------- |
| Chèvre égagre Capra hircus Linnaeus, 1758         | Allochtone (Introduit)               | Aire de répartition de la Chèvre égagre | [ 34 ]              | Chèvre égagre |

### Famille:Suidés
| Nom vulgaire, nom binominal et citation d'auteurs | Origine et statut à Wallis-et-Futuna | Aire de répartition                       | Statut UICN mondial | Image              |
| ------------------------------------------------- | ------------------------------------ | ----------------------------------------- | ------------------- | ------------------ |
| Sanglier d'Eurasie Sus scrofa Linnaeus, 1758      | Allochtone (Introduit)               | Aire de répartition du Sanglier d'Eurasie | [ 35 ]              | Sanglier d'Eurasie |

## Ordre:Carnivores

### Famille:Canidés
| Nom vulgaire, nom binominal et citation d'auteurs | Origine et statut à Wallis-et-Futuna | Aire de répartition              | Statut UICN mondial | Image     |
| ------------------------------------------------- | ------------------------------------ | -------------------------------- | ------------------- | --------- |
| Loup gris Canis lupus Linnaeus, 1758              | Allochtone (Introduit)               | Aire de répartition du Loup gris | [ 36 ]              | Loup gris |

### Famille:Félidés
| Nom vulgaire, nom binominal et citation d'auteurs | Origine et statut à Wallis-et-Futuna | Aire de répartition                 | Statut UICN mondial | Image        |
| ------------------------------------------------- | ------------------------------------ | ----------------------------------- | ------------------- | ------------ |
| Chat sauvage Felis silvestris Schreber, 1777      | Allochtone (Introduit)               | Aire de répartition du Chat sauvage | [ 38 ]              | Chat sauvage |